# 莫斯多夫
莫斯多夫是奥地利上奥地利州因河畔布劳瑙县的一个市镇。总面积15.67平方公里，总人口1442人，人口密度92.0人/平方公里（2005年）。